# بويبلا دي ألبورتون
بلدية بويبلا دي ألبورتون (بالإسبانية: Puebla de Albortón) هي بلدية تقع في مقاطعة سرقسطة التابعة لمنطقة أراغون شمال شرق إسبانيا.

## الديموغرافيا
بلغ عدد سكان بلدية بويبلا دي ألبورتون 120 نسمة عام 2011 (وفقاً للمعهد الوطني الإسباني للإحصاء).
| 158 | 151 | 146 | 154 | 137 | 129 | 120 |